# A Kongói Demokratikus Köztársaság az 1968. évi nyári olimpiai játékokon
A Kongói Demokratikus Köztársaság a mexikói Mexikóvárosban megrendezett 1968. évi nyári olimpiai játékok egyik részt vevő nemzete volt. Az országot az olimpián 1 sportágban 5 sportoló képviselte, akik érmet nem szereztek. A Kongói Demokratikus Köztársaság első alkalommal vett részt az olimpiai játékokon.

## Kerékpározás

### Országúti kerékpározás
| Versenyző                                                       | Versenyszám     | Idő              | Helyezés      |
| --------------------------------------------------------------- | --------------- | ---------------- | ------------- |
| Jean Barnabe                                                    | Mezőnyverseny   | nem ért célba    | nem ért célba |
| Constantin Kabemba                                              | Mezőnyverseny   | nem ért célba    | nem ért célba |
| Samuel Kibamba                                                  | Mezőnyverseny   | nem ért célba    | nem ért célba |
| Ignace Mandjambi                                                | Mezőnyverseny   | nem ért célba    | nem ért célba |
| Jean Barnabe Constantin Kabemba Samuel Kibamba François Ombanzi | Csapat időfutam | 2:42:57 (+35:08) | 30.           |

### Pálya-kerékpározás
Sprintverseny
| Versenyző          | Versenyszám  | 1. forduló                                         | 1. forduló       | Vigaszág               | Vigaszág | 2. forduló             | 2. forduló | Vigaszág               | Vigaszág | Nyolcaddöntő           | Nyolcaddöntő | Vigaszág selejtező     | Vigaszág selejtező | Vigaszág döntő       | Vigaszág döntő | Negyeddöntő          | Elődöntő             | Döntő                | Helyezés    |
| Versenyző          | Versenyszám  | Ellenfelek Győztes idő                             | Hely.            | Ellenfelek Győztes idő | Hely.    | Ellenfelek Győztes idő | Hely.      | Ellenfelek Győztes idő | Hely.    | Ellenfelek Győztes idő | Hely.        | Ellenfelek Győztes idő | Hely.              | Ellenfél Győztes idő | Hely.          | Ellenfél Győztes idő | Ellenfél Győztes idő | Ellenfél Győztes idő | Helyezés    |
| ------------------ | ------------ | -------------------------------------------------- | ---------------- | ---------------------- | -------- | ---------------------- | ---------- | ---------------------- | -------- | ---------------------- | ------------ | ---------------------- | ------------------ | -------------------- | -------------- | -------------------- | -------------------- | -------------------- | ----------- |
| Ignace Mandjambi   | Férfi egyéni | Jürgen Barth (FRG) · Carlos Roqueiro (ARG) · 11,39 | nem állt rajthoz | kiesett                | kiesett  | kiesett                | kiesett    | kiesett                | kiesett  | kiesett                | kiesett      | kiesett                | kiesett            | kiesett              | kiesett        | kiesett              | kiesett              | kiesett              | helyezetlen |
| Constantin Kabemba | Férfi egyéni | Jan Jansen (NED) · Arturo García (MEX) · 11,10     | nem állt rajthoz | kiesett                | kiesett  | kiesett                | kiesett    | kiesett                | kiesett  | kiesett                | kiesett      | kiesett                | kiesett            | kiesett              | kiesett        | kiesett              | kiesett              | kiesett              | helyezetlen |

Üldözőversenyek
| Versenyző                                                         | Versenyszám  | Selejtező        | Selejtező        | Nyolcaddöntő                                                                                       | Nyolcaddöntő     | Nyolcaddöntő     | Negyeddöntő  | Negyeddöntő | Negyeddöntő | Elődöntő     | Elődöntő  | Elődöntő | Döntő        | Döntő     | Helyezés    |
| Versenyző                                                         | Versenyszám  | Idő              | Hely.            | Ellenfél Idő                                                                                       | Saját idő        | Hely.            | Ellenfél Idő | Saját idő   | Hely.       | Ellenfél Idő | Saját idő | Hely.    | Ellenfél Idő | Saját idő | Helyezés    |
| ----------------------------------------------------------------- | ------------ | ---------------- | ---------------- | -------------------------------------------------------------------------------------------------- | ---------------- | ---------------- | ------------ | ----------- | ----------- | ------------ | --------- | -------- | ------------ | --------- | ----------- |
| François Ombanzi                                                  | Férfi egyéni | nem állt rajthoz | nem állt rajthoz | |                  |                  | kiesett      | kiesett     | kiesett     | kiesett      | kiesett   | kiesett  | kiesett      | kiesett   | helyezetlen |
| Jean Barnabe Constantin Kabemba Ignace Mandjambi François Ombanzi | Férfi csapat |                  |                  | Kuba (CUB) · Inocente Lizano · Sergio Martínez · Roberto Menéndez · Raúl Marcelo Vázquez · 4:34,96 | nem állt rajthoz | nem állt rajthoz | kiesett      | kiesett     | kiesett     | kiesett      | kiesett   | kiesett  | kiesett      | kiesett   | helyezetlen |